# Осмийцирконий
Осмийцирконий — бинарное неорганическое соединение
осмия и циркония
с формулой OsZr,
кристаллы.

## Получение
- Сплавление стехиометрических количеств чистых веществ:

{\displaystyle {\mathsf {Os+Zr\ {\xrightarrow {2040^{o}C}}\ OsZr}}}

## Физические свойства
Осмийцирконий образует кристаллы
кубической сингонии,
пространственная группа P m3m,
параметры ячейки a = 0,326 нм, Z = 1,
структура типа хлорида цезия CsCl
.
По другим данным
пространственная группа P 213,
параметры ячейки a = 0,5696 нм, Z = 4.
Соединение образуется по перитектической реакции при температуре 2040°С.